# Провинции и территории Канады

История административного деления Канады

Канада состоит из десяти провинций и трёх территорий.
Провинции — суверенные административные единицы, существующие на основании канадской конституции и обладающие высшей властью в рамках своей компетенции, независимо от федерального правительства.
Канадские территории — административные единицы, находящиеся в ведении канадского федерального Парламента, обычным законом предоставляющего некоторые полномочия их местным администрациям.
Десять современных провинций: Альберта, Британская Колумбия, Квебек, Манитоба, Новая Шотландия, Нью-Брансуик, Ньюфаундленд и Лабрадор, Онтарио, Остров Принца Эдуарда и Саскачеван.
Три территории: Нунавут, Северо-Запад и Юкон.

## Распределение полномочий
Распределение полномочий, или границ соответствующих компетенций федерального правительства и провинций в основном предусмотрено в статьях 91, 92 и 93 Конституционного акта 1867. Вопросы, не предусмотренные конституцией, находятся в ведении федерального правительства; это то, что подразумевают под выражением остаточные правомочия.
Каждая провинция имеет свой парламент, своё правительство (премьер-министра, министров), своего лейтенант-губернатора, свой бюджет, свои суды и т. д. Границы компетенции провинций включают, в особенности, частную собственность и гражданские права, социальные программы, здравоохранение, просвещение, отправление правосудия, муниципальные учреждения и т. д. Провинции могут поднимать налог на доход и взимать плату за лицензию. Некоторые из них получают трансфертные и/или уравнительные платежи от федерального правительства на основании административных соглашений между двумя уровнями правительства.
Территория является административной единицей, которой федеральный Парламент позволил иметь законодательное собрание, но которая остаётся в подчинении у Генерал-губернатора Канады и в подведомственности правительства Канады в лице комиссара, назначаемого Палатой общин. Территории всегда образуются законодательно Парламентом Канады. В территориях существует политическое движение, выступающее за правовое изменение статуса территории в статус провинции.
Провинциальные и территориальные законодательные органы являются однопалатными, две провинции (Квебек и Новая Шотландия) упразднили свой совет по вопросам законодательства (верхняя палата не избирается), чтобы сохранить лишь избираемое законодательное собрание. Процедура провинциальных законодательных органов подобна процедуре канадской Палаты общин. Глава правительства каждой провинции, называемый премьер-министром, обычно является главой партии, обладающей наибольшим числом мест в законодательном собрании. Так же происходит и в Юконе. Законодательные органы Северо-Западных территорий и Нунавута не имеют партий. В каждой провинции королеву представляют лейтенант-губернаторы; в территориях их эквивалентом являются комиссары, представляющие скорее федеральное правительство, чем непосредственно королеву, но в целом выполняющие символические функции лейтенант-губернатора.
Федеральные власти и их соотношение с властями провинций и территорий
| Канада                  | Генерал-губернатор   | Премьер-министр | Парламент | Парламент                | Парламентарий | Парламентарий                     |
| Канада                  | Генерал-губернатор   | Премьер-министр | Сенат     | Палата общин             | Сенатор       | Депутат                           |
| ----------------------- | -------------------- | --------------- | --------- | ------------------------ | ------------- | --------------------------------- |
| Квебек                  | Лейтенант-губернатор | Премьер-министр | н/д       | Национальная Ассамблея   | н/д           | Депутат Национальной Ассамблеи    |
| Онтарио                 | Лейтенант-губернатор | Премьер-министр | н/д       | Законодательное собрание | н/д           | Депутат Законодательного собрания |
| Ньюфаундленд и Лабрадор | Лейтенант-губернатор | Премьер-министр | н/д       | Палата ассамблеи         | н/д           | Депутат Палаты ассамблеи          |
| Новая Шотландия         | Лейтенант-губернатор | Премьер-министр | н/д       | Палата ассамблеи         | н/д           | Депутат Законодательного собрания |
| Другие провинции        | Лейтенант-губернатор | Премьер-министр | н/д       | Законодательное собрание | н/д           | Депутат Законодательного собрания |
| Территории              | Комиссар             | Премьер-министр | н/д       | Законодательное собрание | н/д           | Депутат Законодательного собрания |

## Провинции и территории
В таблице единицы перечислены в порядке вступления в Канадскую конфедерацию.
| Административное деление Канады на провинции и территории | Административное деление Канады на провинции и территории | Административное деление Канады на провинции и территории | Административное деление Канады на провинции и территории | Административное деление Канады на провинции и территории | Административное деление Канады на провинции и территории | Административное деление Канады на провинции и территории | Административное деление Канады на провинции и территории | Административное деление Канады на провинции и территории | Административное деление Канады на провинции и территории | Административное деление Канады на провинции и территории | Административное деление Канады на провинции и территории | Административное деление Канады на провинции и территории | Административное деление Канады на провинции и территории |                  |
| --- | --------------------------------------------------------- | --------------------------------------------------------- | --------------------------------------------------------- | --------------------------------------------------------- | --------------------------------------------------------- | --------------------------------------------------------- | --------------------------------------------------------- | --------------------------------------------------------- | --------------------------------------------------------- | --------------------------------------------------------- | --------------------------------------------------------- | --------------------------------------------------------- | --------------------------------------------------------- | ---------------- |
| (При нажатии на название города или изображение какой-либо провинции, будет осуществлён переход на соответствующую статью.) |                                                           |                                                           |                                                           |                                                           |                                                           |                                                           |                                                           |                                                           |                                                           |                                                           |                                                           |                                                           |                                                           |                  |
| Флаг | Провинции / Территории                                    | Почтовый код/ ИСО                                         | Столица                                                   | Крупнейший город                                          | Вступление                                                | Население                                                 | Население                                                 | Площадь, км²                                              | Площадь, км²                                              | Площадь, км²                                              | Офиц. языки                                               | Парламент Канады                                          | Парламент Канады                                          | Парламент Канады |
| Флаг | Провинции / Территории                                    | Почтовый код/ ИСО                                         | Столица                                                   | Крупнейший город                                          | Вступление                                                | Перепись 2021                                             | Оценка, I кв. 2023                                        | Земля                                                     | Вода                                                      | Всего                                                     | Офиц. языки                                               | Палата общин                                              | Сенат                                                     |                  |
| Провинции |                                                           |                                                           |                                                           |                                                           |                                                           |                                                           |                                                           |                                                           |                                                           |                                                           |                                                           |                                                           |                                                           |                  |
| | Онтарио2                                                  | ON                                                        | Торонто                                                   | Торонто                                                   | 1 июля 1867                                               | 14 223 942                                                | 15 386 407                                                | 917 741                                                   | 158 654                                                   | 1 076 395                                                 | англ.1                                                    | 107                                                       | 24                                                        |                  |
| | Квебек2                                                   | QC                                                        | Квебек                                                    | Монреаль                                                  | 1 июля 1867                                               | 8 501 833                                                 | 8 787 554                                                 | 1 356 128                                                 | 185 928                                                   | 1 542 056                                                 | фр.                                                       | 75                                                        | 24                                                        |                  |
| | Новая Шотландия3                                          | NS                                                        | Галифакс                                                  | Галифакс                                                  | 1 июля 1867                                               | 969 383                                                   | 1 037 782                                                 | 53 338                                                    | 1946                                                      | 55 284                                                    | англ.                                                     | 11                                                        | 10                                                        |                  |
| | Нью-Брансуик3                                             | NB                                                        | Фредериктон                                               | Монктон                                                   | 1 июля 1867                                               | 775 610                                                   | 825 474                                                   | 71 450                                                    | 1458                                                      | 72 908                                                    | англ., фр.                                                | 10                                                        | 10                                                        |                  |
| | Манитоба4                                                 | MB                                                        | Виннипег                                                  | Виннипег                                                  | 15 июля 1870                                              | 1 342 153                                                 | 1 431 792                                                 | 553 556                                                   | 94 241                                                    | 647 797                                                   | англ.1                                                    | 14                                                        | 6                                                         |                  |
| | Британская Колумбия3                                      | BC                                                        | Виктория                                                  | Ванкувер                                                  | 20 июля 1871                                              | 5 000 879                                                 | 5 399 118                                                 | 925 186                                                   | 19 549                                                    | 944 735                                                   | англ.                                                     | 36                                                        | 6                                                         |                  |
| | Остров Принца Эдуарда 3                                   | PE                                                        | Шарлоттаун                                                | Шарлоттаун                                                | 1 июля 1873                                               | 154 331                                                   | 173 954                                                   | 5660                                                      | —                                                         | 5660                                                      | англ.                                                     | 4                                                         | 4                                                         |                  |
| | Саскачеван 5                                              | SK                                                        | Реджайна                                                  | Саскатун                                                  | 1 сентября 1905                                           | 1 132 505                                                 | 1 214 618                                                 | 591 670                                                   | 59 366                                                    | 651 036                                                   | англ.                                                     | 14                                                        | 6                                                         |                  |
| | Альберта 5                                                | AB                                                        | Эдмонтон                                                  | Калгари                                                   | 1 сентября 1905                                           | 4 262 635                                                 | 4 647 178                                                 | 642 317                                                   | 19 531                                                    | 661 848                                                   | англ.                                                     | 28                                                        | 6                                                         |                  |
| | Ньюфаундленд и Лабрадор 6                                 | NL                                                        | Сент-Джонс                                                | Сент-Джонс                                                | 31 марта 1949                                             | 510 550                                                   | 531 948                                                   | 373 872                                                   | 31 340                                                    | 405 212                                                   | англ.                                                     | 7                                                         | 6                                                         |                  |
| Территории |                                                           |                                                           |                                                           |                                                           |                                                           |                                                           |                                                           |                                                           |                                                           |                                                           |                                                           |                                                           |                                                           |                  |
| | Северо-Западные территории                                | NT                                                        | Йеллоунайф                                                | Йеллоунайф                                                | 15 июля 1870                                              | 41 070                                                    | 45 493                                                    | 1 183 085                                                 | 163 021                                                   | 1 346 106                                                 | англ., гвич., дене, догр., кри, сл., фр., эск.            | 1                                                         | 1                                                         |                  |
| | Юкон                                                      | YT                                                        | Уайтхорс                                                  | Уайтхорс                                                  | 13 июня 1898                                              | 40 232                                                    | 44 238                                                    | 474 391                                                   | 8052                                                      | 482 443                                                   | англ., фр.                                                | 1                                                         | 1                                                         |                  |
| | Нунавут                                                   | NU                                                        | Икалуит                                                   | Икалуит                                                   | 1 апреля 1999                                             | 36 858                                                    | 40 692                                                    | 1 936 113                                                 | 157 077                                                   | 2 093 190                                                 | англ., фр., эск.                                          | 1                                                         | 1                                                         |                  |
| Примечания: 1. де-факто, то есть без особого юридического признания. Однако Онтарио и Манитоба придают важное значение и французскому языку в управлении провинцией (напр., двуязычные законы) 2. До Конфедерации Онтарио и Квебек являлись составными частями Провинции Канада. 3. Новая Шотландия, Нью-Брансуик, Британская Колумбия и Остров Принца Эдуарда до присоединения к Канаде были отдельными колониями. 4. Манитоба была учреждена одновременно с Северо-Западными территориями. 5. Альберта и Саскачеван были созданы на землях, входивших в состав Северо-Западных территорий. 6. Ньюфаундленд до присоединения к Канаде был автономным доминионом Британского Содружества. Область Лабрадор была признана владением Ньюфаундленда в 1927. Поправкой к конституции от 6 декабря 2001 название провинции Ньюфаундленд сменилось на Ньюфаундленд и Лабрадор. |                                                           |                                                           |                                                           |                                                           |                                                           |                                                           |                                                           |                                                           |                                                           |                                                           |                                                           |                                                           |                                                           |                  |